# Astrocaryum
Astrocaryum je rod palmi smješten u podtribus Bactridinae, dio tribusa Cocoseae, potporodica Arecoideae. Postoji 39 priznatih vrsta iz tropske Južne Amerike, na sjever sve do južnog Meksika.

## Vrste
1. Astrocaryum acaule Mart.
2. Astrocaryum aculeatissimum (Schott) Burret
3. Astrocaryum aculeatum G.Mey.
4. Astrocaryum alatum H.F.Loomis
5. Astrocaryum arenarium Barb.Rodr.
6. Astrocaryum campestre Mart.
7. Astrocaryum carnosum F.Kahn & B.Millán
8. Astrocaryum chambira Burret
9. Astrocaryum chonta Mart.
10. Astrocaryum ciliatum F.Kahn & B.Millán
11. Astrocaryum confertum H.Wendl. ex Burret
12. Astrocaryum echinatum Barb.Rodr.
13. Astrocaryum faranae F.Kahn & E.Ferreira
14. Astrocaryum farinosum Barb.Rodr.
15. Astrocaryum ferrugineum F.Kahn & B.Millán
16. Astrocaryum giganteum Barb.Rodr.
17. Astrocaryum gratum F.Kahn & B.Millán
18. Astrocaryum huaimi Mart.
19. Astrocaryum huicungo Dammer ex Burret
20. Astrocaryum jauari Mart.
21. Astrocaryum javarense (Trail) Drude
22. Astrocaryum macrocalyx Burret
23. Astrocaryum malybo H.Karst.
24. Astrocaryum mexicanum Liebm. ex Mart.
25. Astrocaryum minus Trail
26. Astrocaryum murumuru Mart.
27. Astrocaryum paramaca Mart.
28. Astrocaryum pax Copete & Cámara-Leret
29. Astrocaryum perangustatum F.Kahn & B.Millán
30. Astrocaryum rodriguesii Trail
31. Astrocaryum sciophilum (Miq.) Pulle
32. Astrocaryum scopatum F.Kahn & B.Millán
33. Astrocaryum sociale Barb.Rodr.
34. Astrocaryum standleyanum L.H.Bailey
35. Astrocaryum triandrum Galeano, R.Bernal & F.Kahn
36. Astrocaryum tucuma Mart.
37. Astrocaryum ulei Burret
38. Astrocaryum urostachys Burret
39. Astrocaryum vulgare Mart.

## Sinonimi
- Avoira Giseke
- Hexopetion Burret
- Toxophoenix Schott